# Charles Coustant de Belle-Assise
 (février 2025).
Si vous disposez d'ouvrages ou d'articles de référence ou si vous connaissez des sites web de qualité traitant du thème abordé ici, merci de compléter l'article en donnant les références utiles à sa vérifiabilité et en les liant à la section « Notes et références ».
Charles Coustant de Belle-Assise (25 janvier 1676 à Compiègne en France - 1er janvier 1752 à Compiègne) est un noble et un juriste français.
Charles Coustant est tout d’abord avocat au parlement de Paris, lieutenant criminel en survivance, lieutenant criminel attourné de Compiègne, conseiller élu en l'élection, en 1715, maître échevin de la ville de Compiègne et procureur du roi au bailliage et autres juridictions de Compiègne. Puis, il reçoit un brevet de gouverneur  de Compiègne le 30 novembre 1717, gouverneur attourné de Compiègne le 5 août 1719 et bailli général des douanes du Val de Grâce. À la fin de sa vie, Charles est aussi subdélégué de Messieurs les prévôts des marchands et échevins de Paris, bailli pour les rivières d'Aisne et d'Oise, conseiller-procureur du roi au bailliage de Compiègne. Il est également bailli général des Dames du Val de Grâce et gouverneur et administrateur de l'hôpital général de Compiègne. Il est écuyer, seigneur de Belle-Assise, de Jouy, et de Sainte-Christine.

## Biographie

### Sa famille

Blason des premiers Coustant

Le Nobiliaire universel, de Magny, l’Armorial général, de d’Hozier, le Bulletin héraldique de France d’octobre 1890 et l’Annuaire de la Noblesse font descendre cette famille de Guillaume d'Ercuis, précepteur de Philippe le Bel.
Raoult III Coustant (1639-1703), son père, se marie avec Charlotte Brunel, le 30 septembre 1664. Il achète une charge anoblissante de conseiller du roi et est nommé lieutenant criminel en l'élection de Compiègne et gouverneur-attourné le 7 mars 1695.

### Représentant des bourgeois et du roi à Compiègne

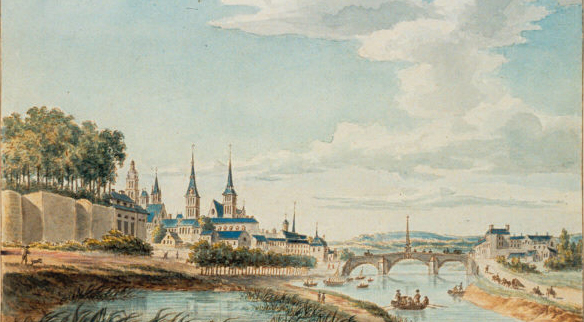
Compiègne avant la Révolution. On peut voir outre le beffroi, la Tour de la monnaie et le clocher l'église abbatiale.

Charles Coustant est tout d’abord avocat au parlement de Paris, puis il est nommé lieutenant criminel en survivance. Le lieutenant civil et lui se partagent la justice et la police de la ville et de ses environs. Il est juge des affaires criminelles du Présidial de Compiègne. Il est élu lieutenant criminel attourné de Compiègne, et a donc aussi une procuration des Compiégnois. Il est pourvu de la charge de conseiller élu en l'élection en 1715. Puis continuant à être le représentant des bourgeois de Compiègne et celui du roi, il est maître échevin de la ville et procureur du roi au bailliage et autres juridictions de Compiègne.

### Gouverneur
Charles Coustant reçoit un brevet de gouverneur de Compiègne le 30 novembre 1717, mais il est aussi gouverneur-attourné de Compiègne le 5 août 1719. Or depuis 1153, la ville de Compiègne a reçu  de Louis VII sa charte de commune. Les gouverneurs-attournés gèrent les intérêts communs sous la surveillance du représentant du roi.
Charles Marie Coustant de Belle-Assise est aussi bailli général des douanes du Val de Grâce.
|Charles devient seigneur de Belle-Assise, de Jouy, et de Sainte-Christine à Villers-sur-Coudun

### La fin de sa vie
|Charles Marie Coustant de Belle-Assise est subdélégué dans cette ville de Compiègne des prévôts des marchands et échevins de Paris, pour les rivières Aisne et Oise
|Charles est nommé gouverneur et administrateur de l'hôpital général de Compiègne, dont les bâtiments ont été construits à partir de 1660, sur un vaste terrain. Il le gère avec la Table-Dieu et les filles-dévotes
|Charles Marie Coustant de Belle-Assise est conseiller-procureur du roi au bailliage de Compiègne et également bailli général des Dames du Val de Grâce à Paris
|Il décède le 2 janvier 1752 à Compiègne, et est inhumé sous son banc, dans l'église Saint-Antoine de Compiègne et pas dans le cimetière Saint Antoine, au sud de l'église, comme l'affirmera Paul Guynemer, bibliothécaire de la ville. Le bulletin de la société historique de Compiègne de 1910 écrira : Nous admirons ce Charles-Marie Coustant, procureur du roi, qui se fait enterrer sous son ban, sous la place même où il a prié toute sa vie.[réf. à confirmer]. Pendant la Révolution, l’église Saint-Antoine sera vendue et deviendra un dépôt de foin.

### Mariage et descendance
Charles Coustant de Belle-Assise (1676-1752) se marie en 1701 avec Marie-Barbe de More (1676-1732), fille d’un gouverneur-attourné en 1703, Jérome de Mor(e), notaire royal de Compiègne.
- Antoine François Coustant (1706-1788), écuyer, conseiller du roi, avocat en parlement, maître particulier de la maîtrise des eaux et forêts de Compiègne, se marie avec Geneviève Charlotte Segoing.
- François Coustant (1709-1765), prêtre, puis religieux bénédictin à l'abbaye de Sainte Claire de Belleuil, vicaire de la paroisse du crucifix.
- Louis Coustant (1712-1749), né le 13 août 1712, se marie avec Élisabeth Reine de France. Il est docteur de la faculté de médecine de Montpellier.
- Louis Coustant de Jouy (1717-1790), écuyer, seigneur de Jouy et de Belle-Assise par cession de son père, conseiller du roi et avocat de Sa Majesté au bailliage de Compiègne, subdélégué du prévôt des marchands et des échevins de la ville de Paris.
- César Robert Coustant d'Yanville (1720-1775), se marie le 12 novembre 1750 avec Marie Martine Élisabeth Denison. Seigneur d'Yanville[réf. nécessaire][8]
- Madeleine Coustant (1705-1771), épouse Claude Nicolas Mottet de La Motte.